# Conny Torstensson
Conny Torstensson (født 28. august 1949 i Lofta, Sverige) er en svensk tidligere fodboldspiller (midtbane) og -træner, der mellem 1972 og 1979 spillede 40 kampe og scorede syv mål for Sveriges landshold. Han deltog blandt andet ved både VM 1974 i Vesttyskland og VM 1978 i Argentina.
På klubplan spillede Torstensson for henholdsvis Åtvidabergs FF i hjemlandet, for FC Bayern München i Tyskland samt for schweiziske FC Zürich. Hans absolutte storhedstid var perioden hos Bayern. Her var han med til at vinde både et tysk mesterskab samt hele tre udgaver af Mesterholdenes Europa Cup i træk, i henholdsvis 1974, 1975 og 1976. Torstensson startede på banen i 1974- og 1975-finalen, mens han ikke kom på banen i 1976-finalen. Hos Åtvidaberg var han med til at vinde blandt andet to svenske mesterskaber.

## Titler
Allsvenskan
- 1972 og 1973 med Åtvidabergs FF

Svenska Cupen
- 1970 og 1971 med Åtvidabergs FF

Bundesligaen
- 1974 med Bayern München

Mesterholdenes Europa Cup
- 1974, 1975 og 1976 med Bayern München

Intercontinental Cup
- 1976 med Bayern München